# 陈渠珍
陈渠珍 （1882年9月22日—1952年2月），族名陈开琼，号玉鍪，湖南凤凰县镇筸人，祖籍麻阳，后迁入凤凰。他统治了湘西近三十年，被称为湘西王。

## 生平

### 早年
- 7岁入私塾读书，后在本县学馆芷江明山书院就学。1898年考中秀才，进入沅水校经堂读书。
- 1903年考入湖南武备学堂第一期附设的兵目班，1904年因成绩优异升入将弁班，1906年毕业分配在长沙新军第四十九标任队官，并加入中国同盟会。
- 1907年经湖北巡抚张学簪介绍，持赵尔巽的介绍信，偕同乡、旧学友林修梅（其堂弟是林伯渠）等五人投奔川边大臣赵尔丰，任新军六十五标队官。
- 宣统元年（1909年）英军入侵西藏，七月，钟颖率部进军西藏，陈渠珍被任命为援藏军一标三营（管带林修梅）督队官，参加了工布江达、波密等地战役。川边大臣赵尔丰抵昌都，撤销林的管带职务，委陈渠珍代之，进军驻守工布江达。
- 1911年10月，武昌起义爆发的消息传到西藏后，进藏川军中的哥老会组织积极响应，其部属还杀死了协统罗长裿。第一次驅漢事件後，陈渠珍深知形势危殆，策动手下湘黔滇籍官兵115名，取道羌塘草原，翻越唐古拉山入青海返回内地，辗转七个多月，直至民国元年（1912）6月到达西宁，全队仅七人生还。后来他将这段经历写成《艽野尘梦》一书。

### 湘西
- 1912年回到湘西，负责督办开河工程，湘西镇守使田应诏保奏其开河有功，北洋政府查办在西藏时协统罗长琦被杀案，被诬告陈是主谋，逮解送京。陈渠珍力辩得直，又得傅良佐担保，方得脱案。
- 1913年任湘西镇守使署中校参谋、副参谋长。主办军官训练团。
- 1917年护法战争时期，湘西镇守使田应诏组织护法军第一路军，陈任参谋长兼第一梯团长，旋又代理第一路军司令。
- 1920年湘西镇守使田应诏中将因拥护程潜被谭延闿架空调往长沙；谭延闿任命陈渠珍为湘西巡防军统领、辰沅剿匪总指挥。自此掌握了湘西军政大权。
- 1920年湘西大旱，保靖、龙山、永顺、桑植等八县饥民180万。陈渠珍广设粥棚，赈济灾民，从此在湘西站稳了脚跟。委任贺龙为湘西巡防军第2支队司令，隶属于右翼司令张云龙。
- 1921年移驻保靖。提出“保境息民”的口号，整军经武，剿抚兼施，统一湘西，关起门来建设湘西独立王国。“湘西自治”
- 1922年，时任湘西巡防军第二支队长的贺龙后来在自传中写：“陈渠珍感到我对他威胁太大，就命令我随石青阳去四川。我向陈渠珍要正式命令，陈渠珍不给。入川之后，陈渠珍打电报给赵恒惕，说贺龙叛变了。”自此，贺龙走出湘西。
- 1922年，命令部下田义卿为辰沅剿匪总指挥，攻打驻沅陵的湘西镇守史蔡钜猷。田义卿杀张子清后叛出。
- 1925年，四川军阀熊克武部侵入湘西。省长赵恒惕任命陈为澧州镇守史、湘西屯边使。
- 1927年唐生智任命陈为独立第十九师师长，回驻凤凰，拥有35,000人枪。“马日事变”时，陈渠珍血腥镇压共产党，密令凤凰驻军杀害共产党员韩仲文、杨子锐、刘幼民等。
- 1928年，湖南成立清乡督办署，设11区，陈渠珍为第四区清乡司令，亲手拟制湘西各县“清共”计划，部署搜捕、屠杀共产党员和农民运动领导人。
- 兴办了军官教导团、经武学校和国术训练所等机构；亲自编著了《军人良心论》等教材。在财政上，扩充税源，加收盐税、木关税、特税（大烟税）、火坑捐（户口捐）等约五六十种苛捐杂税，掌管湘西全部屯租，还兴办了湘西农民银行，发钞10万元，流通于湘西14个县。在凤凰县办起了造枪、皮革、木器、印刷、毛笔等工厂。
- 何健委任戴斗垣为第四路军第十六师副师长兼第47旅旅长、“湘西剿匪指挥部”，把戴部拉出了陈的麾下。
- 1929年7月，麾下向子云部被贺龙红军消灭。
- 1930年10月28日，蒋介石任命陈为国民革命军新编第34师师长。
- 1932年10月10日蒋介石任命陈为国民革命军新编第34师（湘西筸军）师长。
  - 师长陈渠珍
  - 副师长陈浴新
  - 副师长包轸
  - 参谋长向士春
    - 副参谋长杨石松
    - 副官长谭自平
    - 参谋处长尹峰
    - 军需处处长腾达夫
    - 军法处处长陈景尧

  - 政治部主任龙辑五
  - 宪兵团团长腾久作
  - 警卫团团长陈景尧兼
  - 炮兵团团长左芳卿
  - 黑旗大队总队长龙卓云
  - 火炮大队总队长谭延衡
  - 第一旅旅长李可达，副旅长谭文烈
    - 第一团团长张耀卿
    - 第二团团长瞿彪
    - 第三团团长谭文烈

  - 第二旅旅长顾家齐，副旅长吴光烈
    - 第一团团长吴光烈
    - 第二团团长余承俊
    - 第三团团长刘润雅

  - 第三旅旅长周燮卿
    - 第一团团长杨邵卿
    - 第二团团长何翰承
    - 第三团团长杨怀

  - 第四旅旅长马冠群
    - 第一团团长刘鹄卿
    - 第二团团长刘昶
    - 第三团团长周大德

  - 第五旅旅长刘文华
    - 第一团团长腾久长
    - 第二团团长舒勋南
    - 第三团团长黄茂江

  - 教导旅旅长龚仁杰
    - 第一团团长龙彪
    - 第二团团长韩天池
    - 第三团团长吴廷魁

  - 警卫旅旅长戴季韬
    - 第一团团长杨飞腾
    - 第二团团长田应彪
    - 第三团团长王炳炎

  - 独立第一旅长陈子贤
    - 第一团团长向捷先
    - 第二团团长陈黑
    - 第三团团长朱际凯

  - 独立第二旅旅长陈士
    - 第一团团长王汉文
    - 第二团团长白树庭
    - 第三团团长陈运武
- 1932年冬，红军派谭辅臣到陈处做联络工作。
- 1934年夏主政贵州的王家烈与何健达成协议夹击消灭陈渠珍。6月陈召开紧急军事会议，派遣第一旅、第三旅、教导旅开赴黔东支援车鸣翼部抗击王家烈的进攻，第二旅和独立旅向东警戒，并派代表上庐山寻求中央支持。最后王家烈向陈赔款20万银圆，车鸣翼把铜仁让给王家烈。此战后，陈在湘西的经济财政崩溃。
- 1934年11月7日，红二、六军团攻克永顺县城，湖南省政府主席何键借此形势逼迫陈部接受改编，由顾家齐、包轸率领开出湘西。
- 1935年春，何健率第15、16、62、63师等部进驻川湘黔，以败军之将责陈渠珍交出兵权，改任“湖南省政府委员”“长沙绥靖公署总参议”空衔，移居长沙，结束了陈渠珍在湘西的割据局面。新34师缩编为3个旅，旅长为李可达、顾家齐、周燮卿，每旅辖2团。
- 1936年，赋闲的陈渠珍细细追忆廿四年前从军入藏，高原征战，结藏女情缘的传奇经历，在长沙“寥天一庐”写成《艽野尘梦》一书。 “比之《鲁宾孙漂流记》则真切无虚，较以张骞班超等传，则翔实有致”
- 1937年9月，陈渠珍在贺耀祖的支持下，利用凤凰县苗胞抗租反屯的情绪，幕后策动屯务军指挥龙云飞等力量，乘机攻入乾城。
- 1937年11月以凤凰县籍官兵为主的新编第34师改编为国民革命军第128师，师长顾家齐，参加淞沪会战、南昌会战、宜昌反攻、荆沙争夺、长沙会战以及洞庭湖南岸的据点争夺等一系列战役。
- 1938年，张治中主持湘政。1938年3月，陈渠珍任沅陵行署主任。聚集20,000余人枪，编成10个团，成立湘西绥靖指挥部兼任司令。受国共合作影响，支持进步青年成立抗日宣传团、剧社，创办《湘西日报》，宣传抗日。陈渠珍提出“开发湘西矿藏”，派员开采沅陵柳林汉金矿、凤凰汞矿、永绥铅矿；开办湘西麻阳糖厂、织布厂、造纸厂、酒厂、制酱厂；在凤凰雇工试制“三一”纺纱机，开设纺纱厂。
  - 永绥保安团团长龙治安
  - 永顺保安团团长罗文杰
  - 保靖保安团团长朱德轩
  - 古丈保安团团长双景伍
  - 城保安团团长张铁香
  - 溆浦保安团团长谌建义
  - 凤凰保安团团长龙文虎
  - 桑植保安团团长姜文周
  - 晃县保安团团长姚大榜
  - 洪江保安团团长彭西祖
  - 芷江保安团团长彭元卿
  - 泸阳保安团团长陈景润
  - 麻阳保安团团长陈景轩
  - 黔阳保安团团长贺敬城
  - 松桃保安团团长秦其凯
  - 来凤保安团团长向克武
  - 龙山保安团团长师兴吾
  - 秀山保安团团长田少卿
  - 慈利保安团团长朱华生
  - 石门保安团团长罗效之
  - 澧县保安团团长欧阳海
  - 临澧保安团团长刘剑雄
  - 汉寿保安团团长杨尚武
  - 桃源保安团团长赵季平
  - 晃县保安团团长姚大榜
  - 靖县保安团团长戴亚东
  - 通道保安团团长谭文杰
  - 会同保安团团长陈运全
  - 泸溪保安团团长陈运彰
  - 辰溪保安团团长陈运晟
- 1939年2月，薛岳取代张治中主持湘政，将其旧部改编为新六军，陈渠珍以年老体衰拒任军长，实权由副军长沈元成掌握。陈被委任为“军事委员会中将参议”“设计委员会委员”，被软禁在南川县，在当地自办“三一纺纱厂”从事实业。
- 抗战胜利后，离川居贵州印江、湘西凤凰。
- 1949年3月2日，发生震动全国的湘西三二事变。陈渠珍趁机组成了凤凰县防剿委员会，重新掌握了全县军政大权。为控制湘西局势，又先后接受了宋希濂和湖南省主席程潜委任的“湘鄂边区绥靖副司令”及“沅陵行署主任”的职务，并移署乾城，在所里（今吉首）召开了“湘西善后会议”组建湘西自卫军，人枪共约3000余。可号召酉水流域大部分武装,如戴季韬、熊子霖、谭自平、龙云飞、吴恒良、张平等部,还有田载龙、周燮卿、陈子贤、罗文杰、汪援华等5个暂编师名义上亦归其节制
- 1949年8月，第二野战军进军大西南。9月初陈渠珍由乾城退避凤凰县城正西24公里黄丝桥要塞。湖南省委、省人民政府副主席袁任远、湘西区党委书记周赤萍兼军政委周赤萍、中国人民解放军第四十七军副军长晏福生与联络部长顾凌申多次派员到凤凰策动陈渠珍和平起义。1949年10月中旬，陈赴乾城正式与湘西区党委洽谈和平解放凤凰及旧沅陵行署的接交等有关事宜。1949年11月7日凤凰县正式宣告和平解放，11月9日凤凰县治安委员会向湖南省军事管制委员会、湖南省临时人民政府、湘西军区发出了《凤凰县和平解放通电》。当日二野大军由麻阳石羊哨改陆路经凤凰县城沿公路向贵州进军，历时10多天过境。
- 1950年4月10日，中央人民政府委员会第六次会议通过任命陈为湖南省人民政府委员。
- 1950年6月，贺龙向中央提议，邀陈赴北京参加中国人民政治协商会议第一届全国委员会第二次会议和中央人民政府民族事务委员会会议，受到中央领导人的接见。毛泽东向他赠送了榨油机、抽水机等几十件农具，鼓励他为开发建设湘西继续努力。由民革中央主席李济深介绍加入民革，任民革中央团结委员。
- 1951年1月8日毛泽东回复中南局并湖南省委的请示电报时亲批：“陈渠珍是湖南省人民政府委员，对他的处理应取慎重态度，不要轻率处理致使我们陷入被动”。[1]
- 1952年2月8日因患喉癌病逝于长沙麻园岭“寥天一庐”寓所，终年71岁。

## 家人
有八个孩子
- 长子陈同初，1948年在吉首的省立第十三中学毕业，后写了一篇《忆先父陈渠珍》发表于《湘西文史资料》第二辑。
- 长女陈元吉，解放后在湖南省财政厅工作至退休。
- 八子陈晏生1950年10月生于沅陵，原名陈太稚，后又改作晏生。只念过六年书，十五岁被下放到靖县农村，在农村干了13年。